# Kawasaki KLR650
La Kawasaki KLR650 es una motocicleta de doble propósito para usarse tanto en caminos pavimentados y urbanos como en rurales o sin pavimentar. Ha sido un modelo con mucho tiempo en la línea de producción de Kawasaki, habiendo sido introducida en 1987 y manteniéndose casi sin cambios importantes hasta el modelo de 2007 y sufriendo hasta el modelo de 2008 su primer cambio importante desde su introducción. Tiene un motor de cuatro tiempos de 650 cc, DOHC, doblemente contrabalanceado, un solo cilindro enfriado por agua.
La KLR es ampliamente usada como una económica motocicleta para viaje y campamento. El agregarle equipaje, GPS, parabrisas más grande, etc., la vuelve más funcional para viajes muy largos. Algunas de estas motos han sido usadas para viajes de larga distancia, intercontinentales e incluso de circunnavegación al globo terráqueo; por ejemplo, por el Dr. Gregory Frazier en 2001 y 2002.

## Modelos

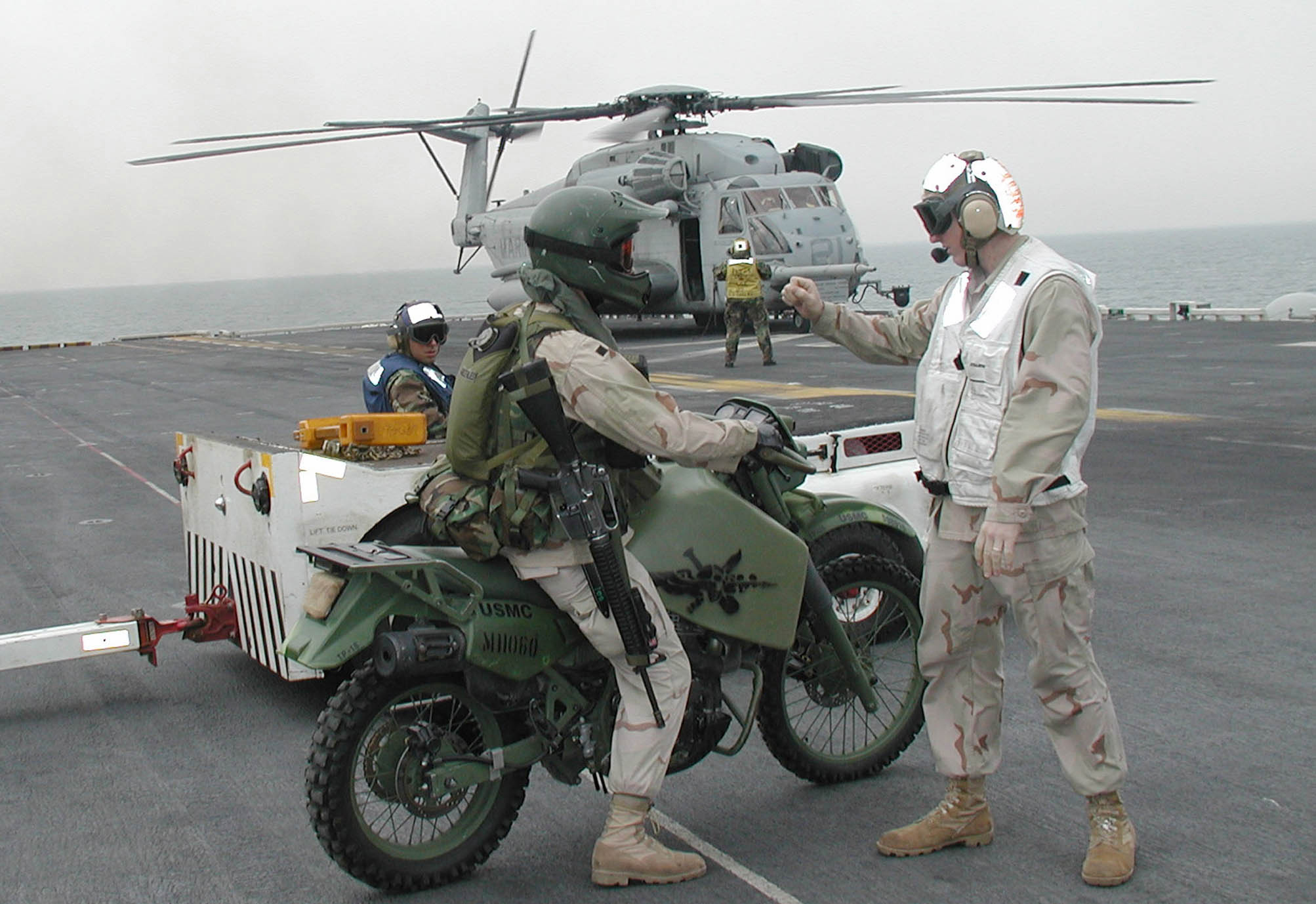
Un marine de Estados Unidos preparándose para subir su KLR650 a un helicóptero, en Kuwait en 2003.

- KLR650-A: La versión "A" fue introducida en 1987 y se mantuvo sin cambio hasta la introducción del modelo del 2008 en Estados Unidos, Canadá, Australia y Sudáfrica. No se vende en Europa por las limitaciones en la emisión de contaminantes.
- KLR650-B o Tengai: La Tengai ganó un estilo de Aventura o competencia Dakar, con carenado completo hasta el tanque de combustible, paneles laterales diferentes y un guarda fangos más ligero. Fue vendida en los Estados Unidos a principios de 1990 y en otros mercados 2 años después; esta última pudiera clasificarse como un modelo distinto, encaminado más a las competencias trial. Su nombre "Tengai" viene de un dicho japonés antiguo que significa "El fin del cielo".
- KLR650-C: El modelo "C"  tiene un cuerpo completamente nuevo y está más orientada a las pistas de lodo y con una suspensión más rígida al frente, horquilla delantera de 41 mm, frenos mejorados, caja tubular de protección para el motor, tanque de combustible más pequeño (14 l) y aros de rueda de acero. No tenía medidor de temperatura aunque sí un indicador de sobrecalentamiento.
- KLR650-E: de 2008 fue el segundo mayor rediseño de la KLR650. Los cambios principales incluyeron horquillas mejoradas de 41 mm, nuevo brazo oscilante tubular de sección D, luz frontal doble, caliper de 2 pistones tanto para el freno delantero como trasero, sistema mejorado de enfriamiento del motor, carenado y algunas partes rediseñadas.
- El ejército de Estados Unidos mandó modificar la KLR650s a la compañía Hayes Diversified Technologies para que usara combustibles de sus especificaciones, incluyendo entre los mismos al diésel. (M1030M1) todos esos motores nuevos fueron diseñados para reemplazar el motor original a gasolina de 4 tiempos.[5] Los nuevos motores emplean la misma unidad de construcción, pero cambiando los pistones, cilindros y otros componentes. El sistema de balanceo para reducir las vibraciones del motor usado en el motor de gasolina de la KLR650 fue eliminado de los motores diésel KLR. Algunos componentes de las motocicletas diésel militares pueden ser usados en las motos "civiles" a gasolina, como las baterías selladas no derramables de vidrio poroso, las cuales ofrecen ventajas sobre las baterías convencionales usadas en las versiones civiles, etc.

## Especificaciones (1987-2007 KLR650-A)

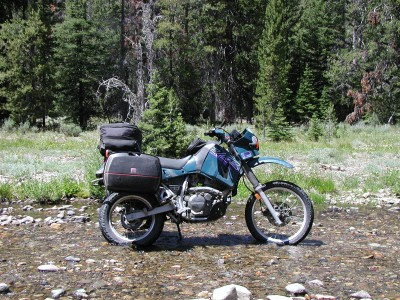
KLR650 de 1998 en su ambiente (las alforjas no son de fábrica)

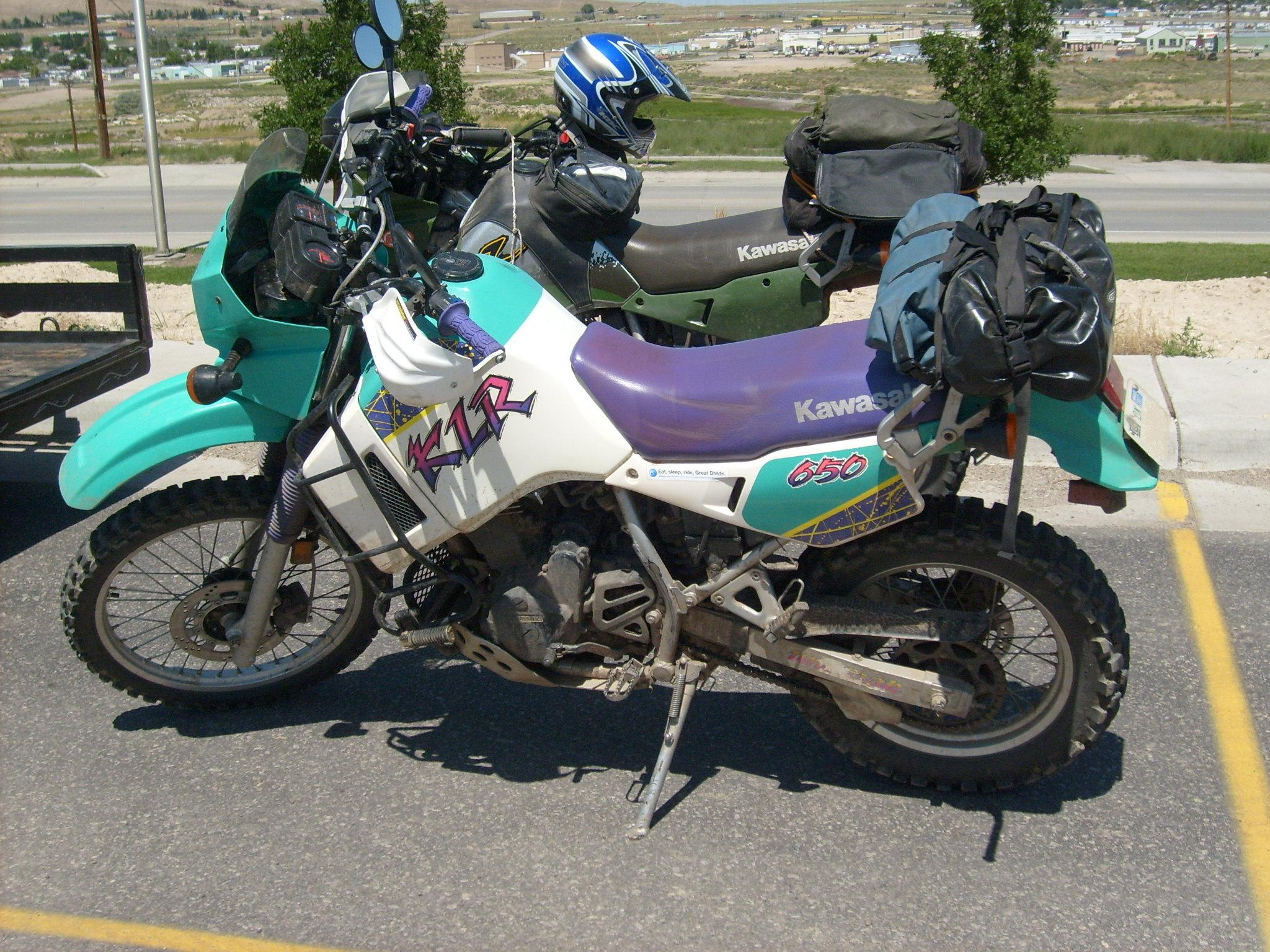
KLR650 de 1995

| Tipo de motor                     | un cilindro, enfriado por agua, 4 tiempos, DOHC, 4 válvulas            |
| Carburación                       | Keihin CVK-40 Carburación de velocidad constante                       |
| Desplazamiento                    | 651 cc                                                                 |
| Diámetro × Recorrido              | 100x83 mm                                                              |
| Compresión                        | 9,5:1                                                                  |
| Tanque de combustible             | 23/15 l                                                                |
| Aceite                            | 2,5 L                                                                  |
| Salida del sistema de carga       | 238 W @ 14 V                                                           |
| Altura del asiento                | 89 cm                                                                  |
| Peso neto                         | 153 kg declarado, 182 kg peso a punto                                  |
| Peso bruto total (no de arrastre) | 196 kg                                                                 |
| Llantas                           | Frontal: 90/90-21 Atrás: 130/80-17                                     |
| Frenos                            | Frente: 1 disco, pinza de 1 pistón; Atrás: 1 disco, pinza de 1 pistón. |
| Mando Final                       | 520×106 cadena sellada                                                 |

## Rediseño de 2008
En el 2008 la KLR650 sufrió un cambio radical en el diseño, cambiando la estética, doble faro al frente, y un motor más potente. El nuevo motor de un cilindro y 651 cc de desplazamiento da 36 hp en la rueda trasera a 6600 rpm y 45,3 Nm de par motor a 4950 rpm. Otras mejoras incluyen nuevo diseño del carenado, nuevo panel de instrumentos, rediseño de controles manuales, nuevos contrapesos del manubrio, curva de potencia mejorada, suspensión mejorada con menor recorrido pero menor inercia. Nueva suspensión de columpio trasero, nuevas señales de giro, frenos de pétalo de mayor diámetro, nuevo caliper doble trasero, mayor capacidad del radiador, mayor diámetro de la horquilla de 38 a 41mm, la nueva luz frontal similar a la de la Kawasaki Ninja 650R, parrilla de equipaje más grande, asiento más firme, rayos de mayor diámetro, alternador de mayor capacidad (17 A) por lo que se tiene una mayor potencia eléctrica de 36 vatios.
Críticas al nuevo diseño incluyeron sus plásticos como de bicicleta deportiva y baja calidad. El cableado mal distribuido que pierde el aislamiento por fricción y provoca corto circuitos y hasta incendios.

## Cambios a través de los años
Aparte de los colores no mucho cambió en el modelo desde su lanzamiento en 1987 y las revisiones de 2008. Las principales diferencias fueron:
- 1987: Cigüeñal único a ese año.
- 1988: Refuerzo al motor con tornillos extras entre el cigüeñal y el volante. El cigüeñal tenía otro número de parte y aparentemente más ligero.
- 1990: Contrapesos del cigüeñal mejorado.
- 1992: Cambios al cilindro maestro del freno delantero.
- Mediados de 1996: cambio a la tapa de las válvulas; cigüeñal más pesado; caja de embrague mejorada con un plato adicional; cambio al retén del contrapeso del cigüeñal; cambio a la relación de engranes en la 2.ª y 3.ª; contrapeso nuevo para corona.
- El Manual de Servicio indica una mayor capacidad al sistema de carga, pero el único que cambia es el número de parte del rotor del alternador. Los nuevos valores del mismo son: 17 A, 14 V (238 W) @ 7000 rpm; las especificaciones anteriores eran: 14 A, 14 V (196 W) @ 8000 rpm (arriba de la línea roja).
- 2001 alrededor de ese año la línea de ensamble final pasó de Japón a Tailandia. Las partes principales se siguen haciendo en Japón.
- 2007: Nueva palanca de cambios
- 2008: Nuevo carenado, nuevos instrumentos en el panel, rediseño a los interruptores en el manubrio, nuevos pesos en el extremo del manubrio, curva de poder rediseñada, suspensión revisada, con menor recorrido pero mayor rigidez, nuevo columpio trasero, nuevas señales de giro, discos de freno más grandes, caliper trasero nuevo, mayor capacidad del radiador, aumento del diámetro a la horquilla desde 38 mm a 41 mm, nuevo faro frontal similar al de la  Kawasaki Ninja 650R, parrilla de equipaje más grande, asiento más rígido, rayos más gruesos, pasaron de 3,5 mm a 4 mm. El estator del alternador actualizado para dar 17 A de salida, por lo que aumentó la capacidad del sistema a 36 vatios.
- 2009: Nuevos anillos de pistones más delgados y de mayor tensión lo que disminuye el consumo de aceite.
- 2014: Aumento en un 40 % de la rigidez de los resortes de la horquilla para incrementar en un 27 % el amortiguamiento de la suspensión. Y la suspensión trasera Uni-Trak  se actualizó para dar un 63 % de más firmeza para amortiguar el rebote en un 83 %. El asiento se hizo más delgado por el frente y más ancho por atrás.[7]